# Governatorato di Derbent
Il Governatorato di Derbent (in russo Дербентская губерния?) fu una gubernija dell'Impero russo, esistito dal 1846 al 1860.

## Storia
Il governatorato di Derben fu creato il 14 dicembre 1846 con un decreto dell'imperatore Nicola I e comprendeva: la città di Derbent, i distretti di Derbent e Kubinsky, che facevano parte dell'oblast' del Caspio, i distretti di Samur e di Dargin, i khanati Kyurinsky e Kazikumukh ed anche le restanti terre a sud dell'Avarskoe Kojsu.
Nel 1847, il governatorato, insieme al Shamkhalato di Tarki e al Khanato di Mekhtulin, formò la regione del Caspio.
In conformità con il "Regolamento sull'amministrazione della regione del Daghestan" del 5 aprile 1860, il governatorato di Derbent fu abolito e la maggior parte di esso, tranne il distretto di Kubinsky, divenne parte dell'oblast' del Daghestan.

## Governatori
1846-1850 Aleksandr Ivanovič Gagarin
1850-1856 Yuliy Fedorovich Minkvits
1857-1860 Zachar Stepanovich Manyukin